# Kuszenie św. Antoniego (tryptyk)

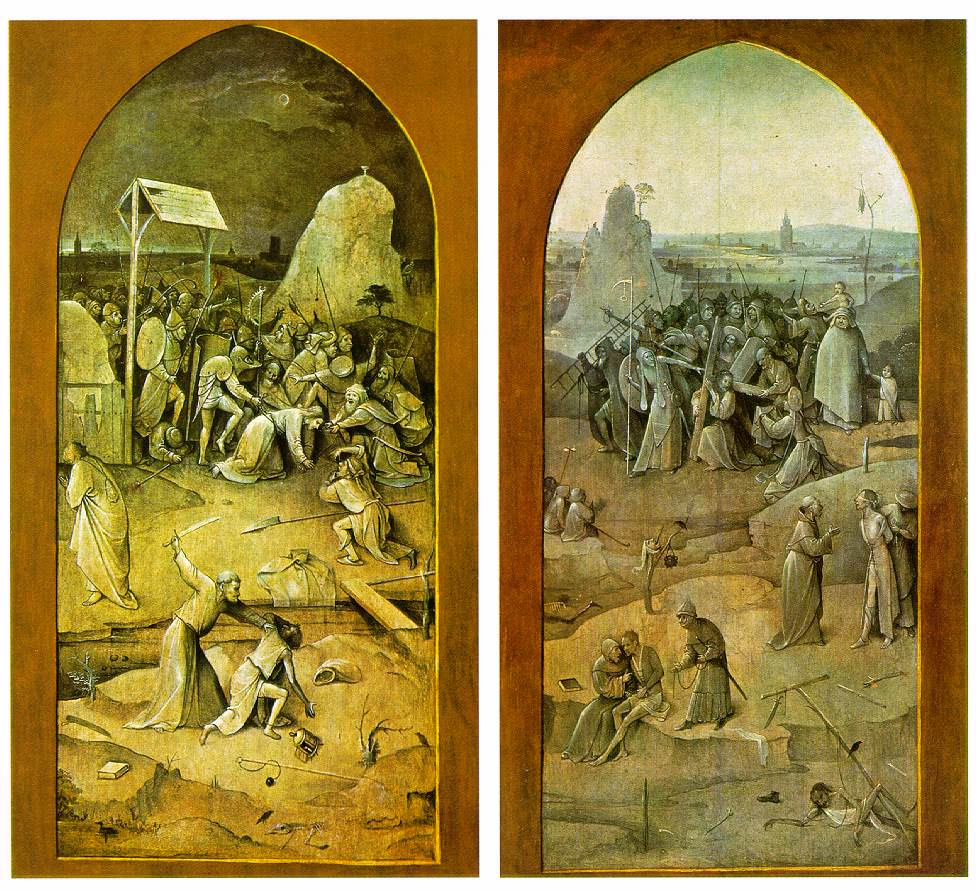
Zewnętrzna strona skrzydeł tryptyku

Kuszenie św. Antoniego (niderl. Antonius-drieluik) – tryptyk niderlandzkiego malarza Hieronima Boscha, namalowany w ok. 1501, znajdujący się obecnie w Narodowym Muzeum Sztuki Dawnej w Lizbonie.
Należy do najlepiej zachowanych dzieł Boscha i uważany jest za najwybitniejsze jego dzieło. Zakupił go w XVI w. portugalski humanista Damião de Góis, król Manuel zaś przekazał w darze narodowi Portugalii.
Malarz kilkakrotnie malował św. Antoniego. Oprócz Złotej legendy wykorzystał też zapewne Żywot św. Antoniego spisany przez jego ucznia św. Atanazego Aleksandryjskiego, którego niderlandzkie tłumaczenie ukazało się drukiem w 1480. Znanych jest kilkanaście kopii całości tryptyku lub jego fragmentów.
Obraz zaludnia mrowie ohydnych istot i rzeczy: olbrzymie owoce, ogromne ryby, potężne szczury, stwory składające się jedynie z głowy i pary nóg, hybrydy ludzko-zwierzęce, przedmioty-bestie (drzewo karmiące dziecko, amfora osadzona na łapach, ptak z czaprakiem na głowie). Autor czerpał swoje pomysły z misteriów teatralnych, alchemii, astrologii, przysłów flamandzkich oraz ówczesnych praktyk sądowniczych.

## Opis obrazu

### Postać świętego
Sylwetka świętego pojawia się w tryptyku czterokrotnie. Przedstawiony został jako brodaty starzec z laską przyodziany w habit z kapturem. Na jego ramieniu widnieje litera T (pierwsza litera słowa Theos – Bóg). Z pasa zwisa krzyż Taw noszony zwykle przez antonitów. Założyciel cenobityzmu zostaje poddany różnym pokusom, które udaje mu się przezwyciężyć: odmawia modlitwę, wykonuje gest błogosławieństwa, szuka ucieczki w lekturze tekstów religijnych. Zdaje się zupełnie nieczuły na przerażające istoty i rozgrywające się wokół niego zdarzenia. Wydaje się uosobieniem ascezy, powściągliwości i wytrwałości w cnocie.
|  |  |  |

### Lewe skrzydło
Na pierwszym planie malarz przedstawił dwóch mnichów i jedną świecką postać niosących omdlałego pustelnika przez most. Towarzyszy im postać, która być może jest autoportretem malarza. Św. Antoniego widać również na niebie unoszonego przez diabły w asyście kreatur oblatujących ich niczym insekty. Pod mostem naradzają się trzy stwory, do których dołącza dziwaczny listonosz na łyżwach. Na brzegu rzeki stoi ptak połykający dopiero co wyklute pisklęta. Na drodze widać szajkę diabłów zmierzających w stronę opartej na łokciach i kolanach postaci, poprzez której rozkraczone uda wkraczają do domu rozpusty. W oddali widnieje morze i pływające statki prowadzone przez zwodniczą latarnię. Na brzegu leżą rozrzucone ciała topielców.

### Tablica środkowa
Diabły we wszelkiej postaci przybywają ze wszystkich stron w okolice rozpadającego się grobowca usytuowanego w środku kompozycji. Przed grobem wytwornie ubrana para przygotowuje ucztę serwując towarzystwu napoje. Obok, oparty o balustradę, klęczy św. Antoni wznosząc prawicę w geście błogosławieństwa. W głębi grobowca, który za sprawą świętego zamienił się w kaplicę, schowany w cieniu Chrystus również podnosi dłoń w geście błogosławieństwa. Po prawej stronie świątyni stoi waląca się wieża pokryta monochromatycznymi malowidłami, przedstawiającymi alegorie bałwochwalstwa (adoracja złotego cielca, ofiara składana małpie na tronie). Mroczne tło rozświetla płonąca wieś. Wokół Antoniego gromadzą się dziwaczne demony: kobieta w postaci roztrzaskanego pniaka z jaszczurzym ogonem, niewiasta z niemowlęciem siedząca na ogromnym szczurze, spróchniały jeździec dosiadający duży dzban zamieniony w rumaka, ryba-gondola na rzece połykająca przestraszonego człowieka, opancerzony diabeł siedzący na gęsi z baranią głową i grający na lutni itp.

### Prawe skrzydło
W zepsutym i cuchnącym świecie eremita stoi na brzegu rzeki, z której wdzięczy się sataniczna królowa otoczona swoją diabelską świtą. Spojrzenie Antoniego pada na diabelskiego herolda, który zaprasza go na piekielną ucztę. W tle widać mury piekielnego miasta, w którego fosie pływa smok, a ze szczytu wieży strażniczej bucha ogień.

### Strona zewnętrzna tryptyku
Na stronie zewnętrznej skrzydeł artysta umieścił dwie sceny Męki Pańskiej malowanej techniką en grisaille: pojmanie Chrystusa w ogrodzie Getsemani oraz Chrystus upadający pod ciężarem krzyża w drodze na Golgotę. Judasz chyłkiem oddala się ze swoimi trzydziestoma srebrnikami. Poniżej strumienia św. Piotr unosi miecz, by odciąć ucho Malchosowi, którego dobytek leży obok w nieładzie. Św. Weronika ociera pot z czoła cierpiącego Chrystusa, wywołując tym irytację oprawców. Dwaj mnisi spowiadają obu łotrów. Na pagórku wznosi się kielich mszalny, na drzewie wisi szczur do góry nogami, na ziemi rozrzucone są kości. Stojący wokół gapie przyglądają się wszystkiemu obojętnie.

## Epizody – stwory i demony

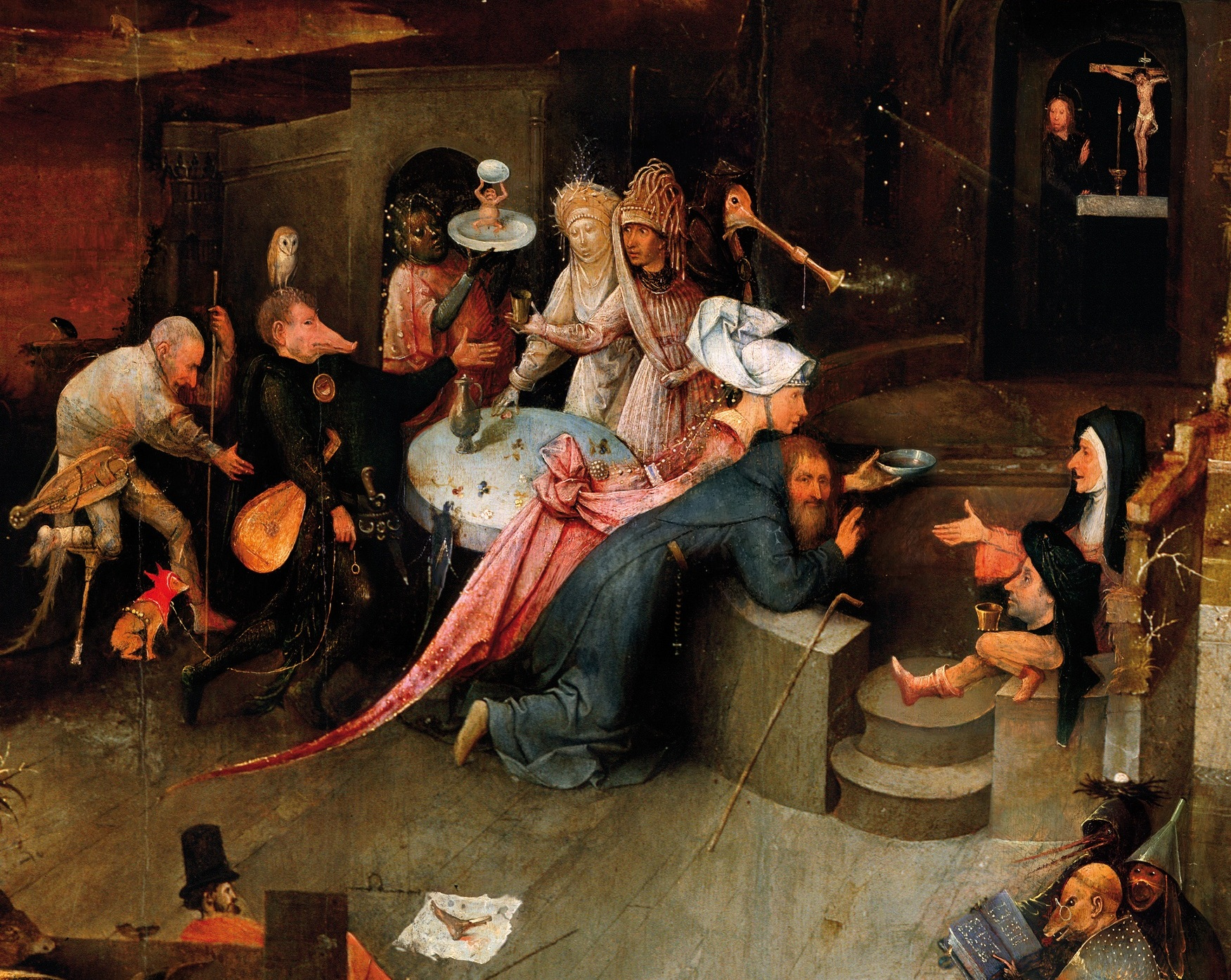
Diabelska uczta
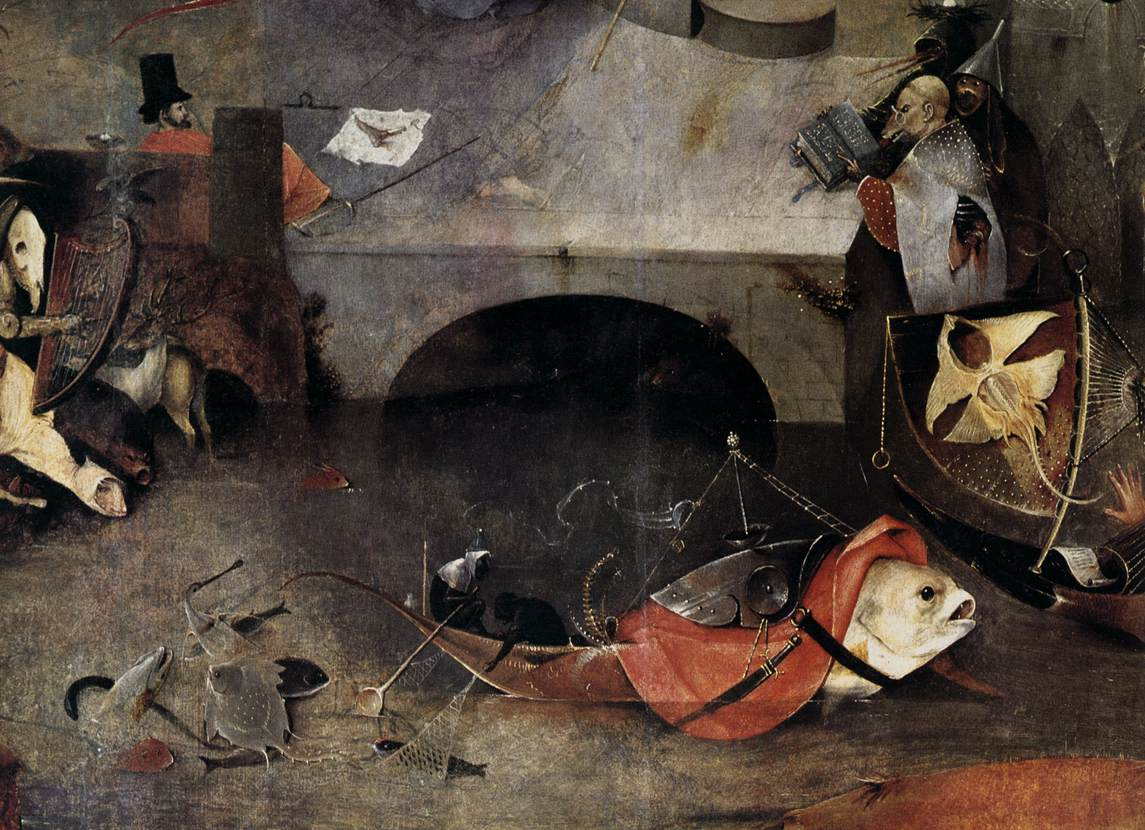
Ryba-gondola
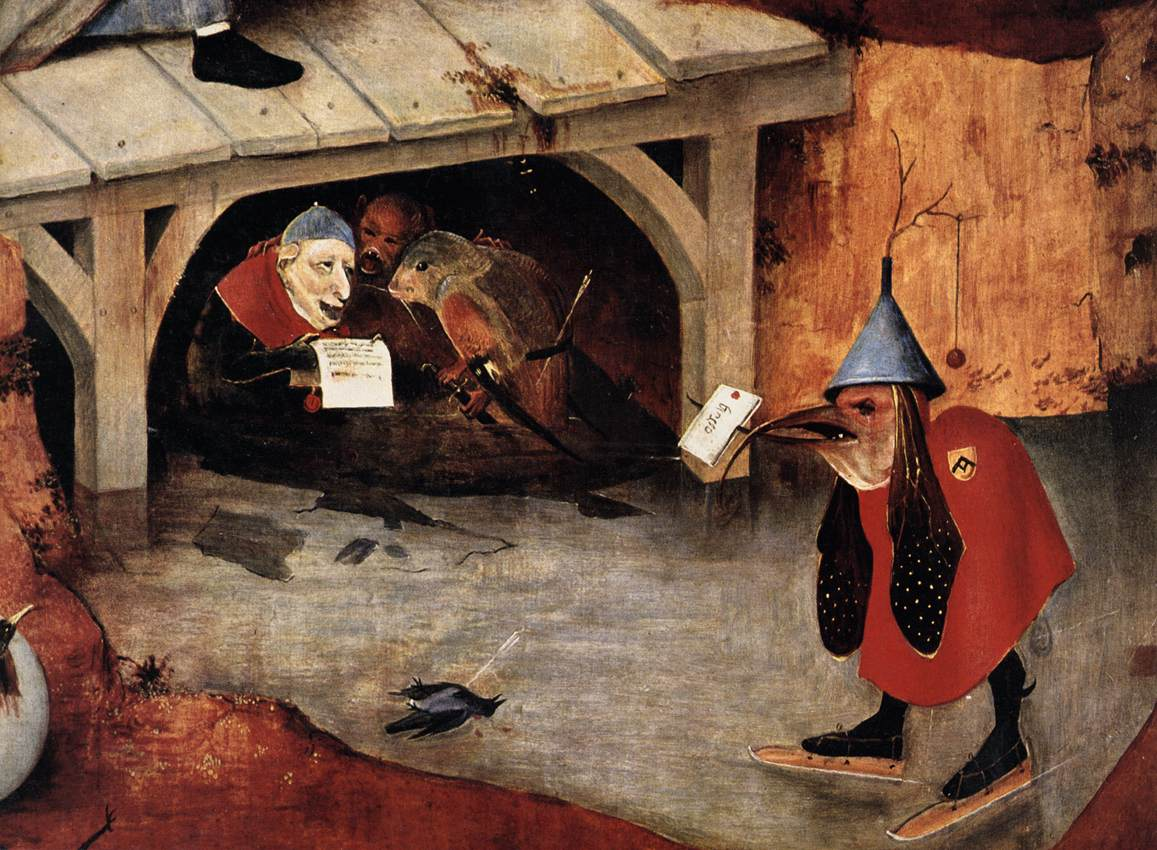
Listonosz na łyżwach
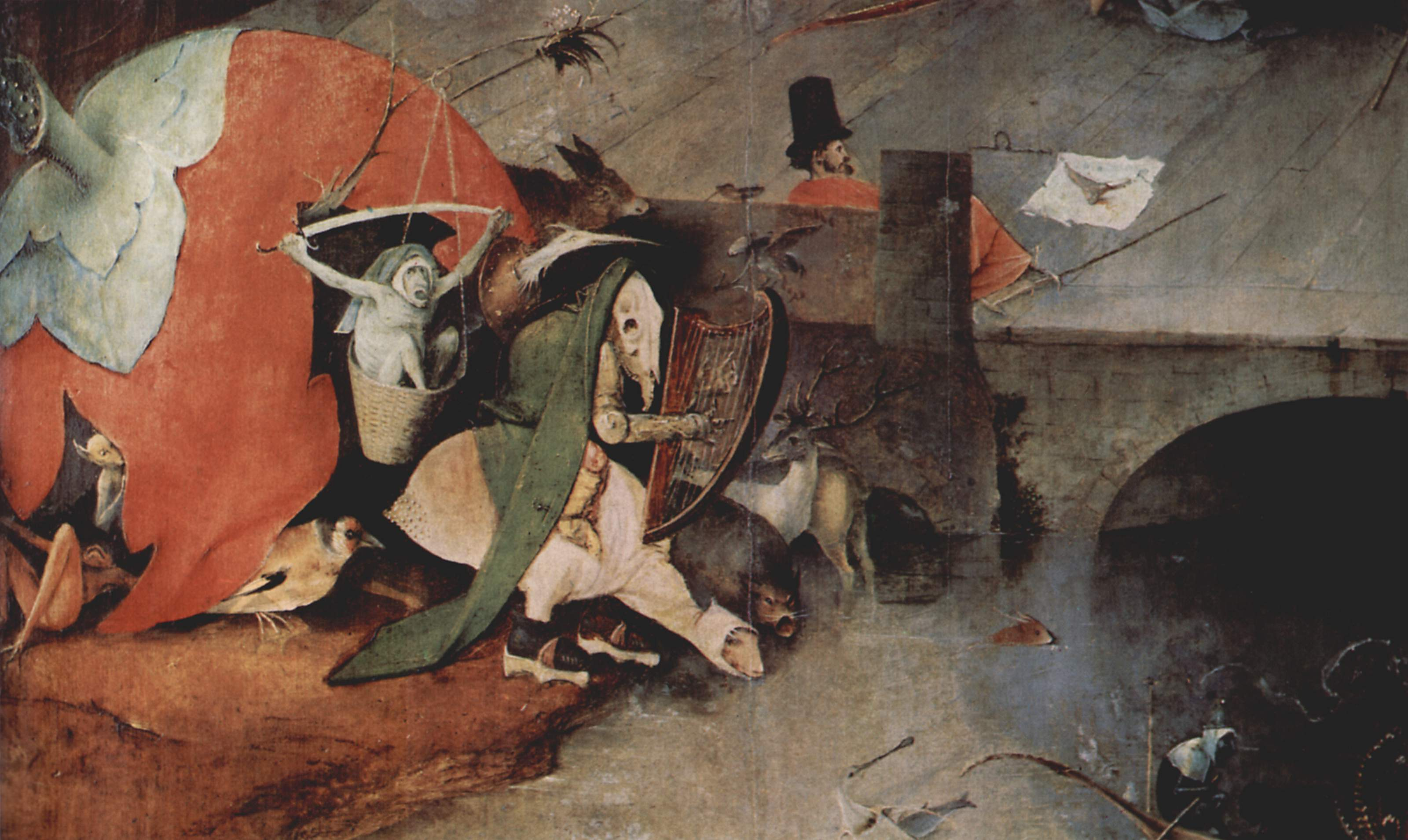
Diabeł na gęsi
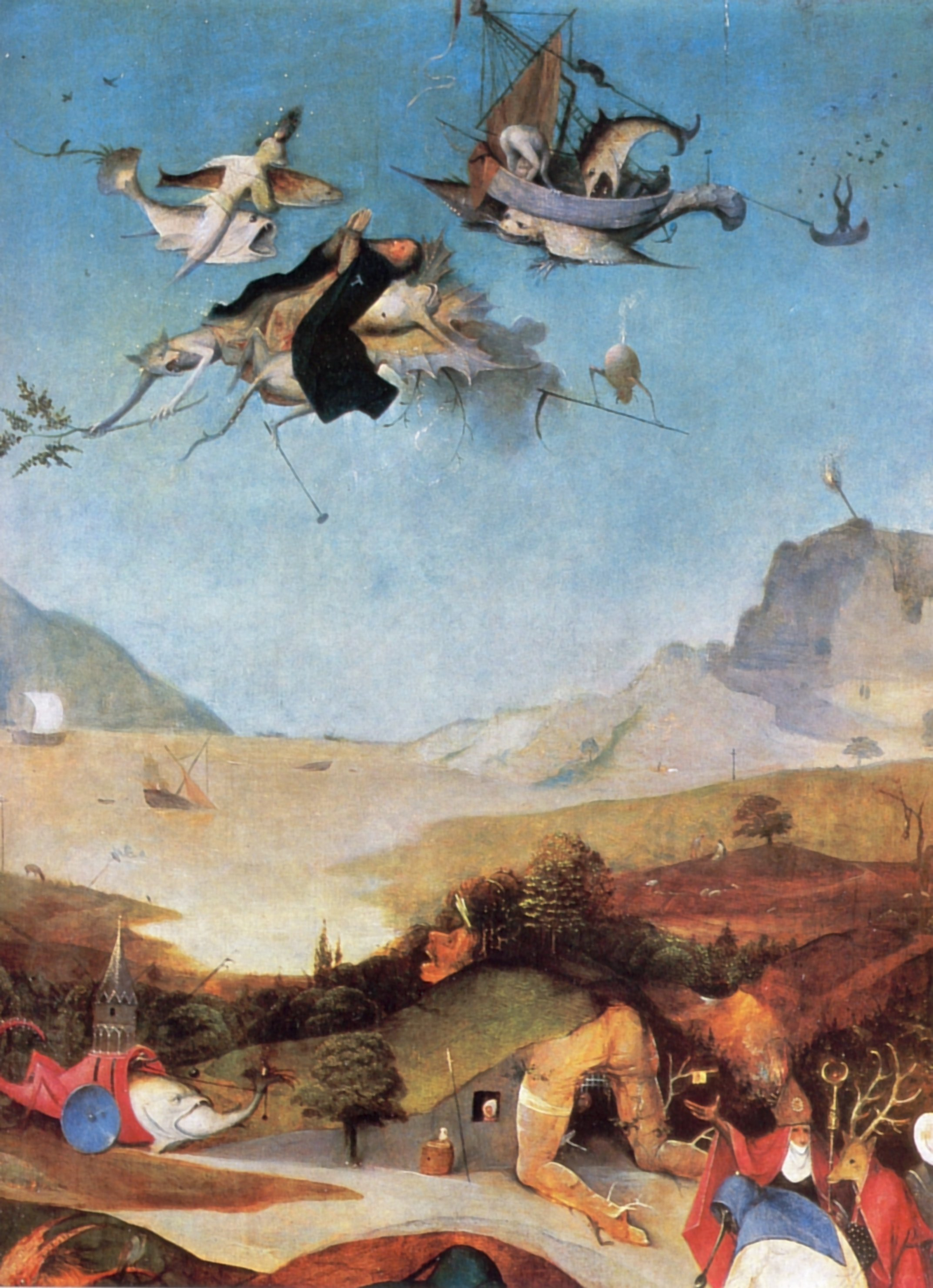
Diabły unoszące świętego
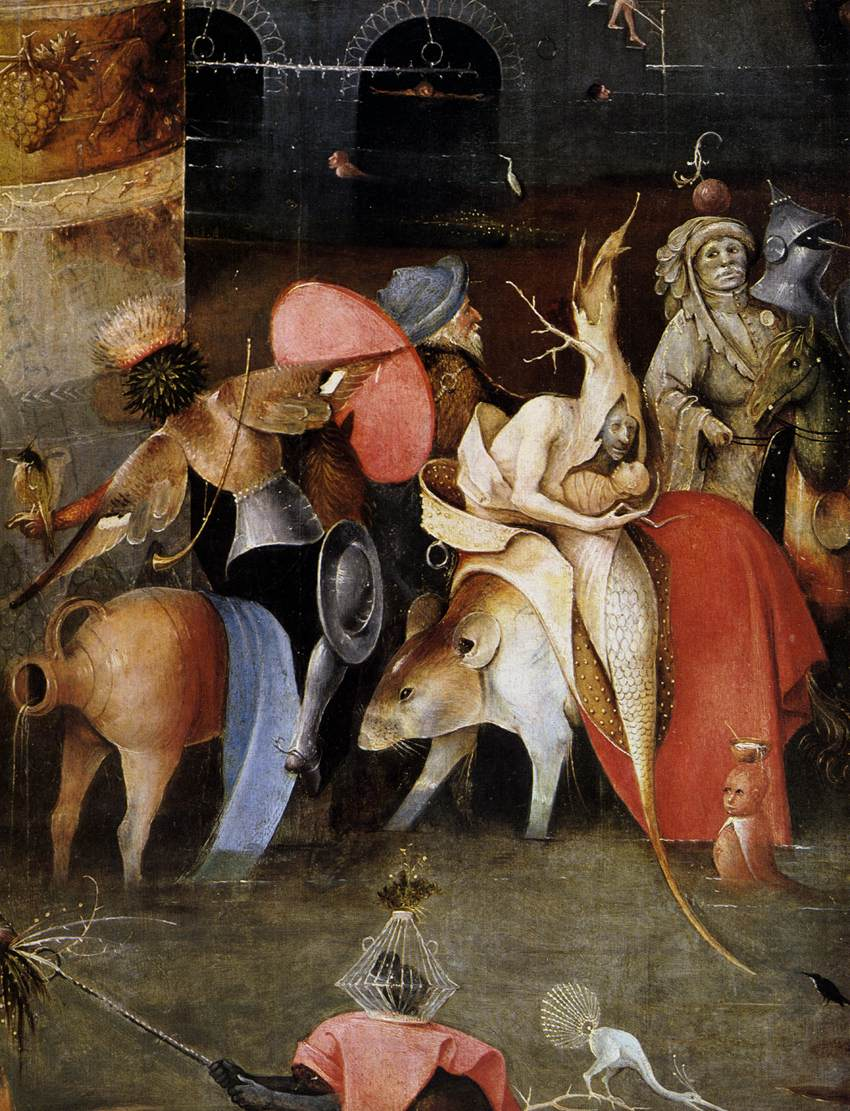
Niewiasta na szczurze